# Agoseris glauca
Agoseris glauca là một loài thực vật có hoa trong họ Cúc. Loài này được (Pursh) Raf. mô tả khoa học đầu tiên năm 1833.